# Star Driver: Kagajaki no Takuto
A Star Driver: Kagajaki no Takuto (STAR DRIVER 輝きのタクト; Hepburn: Sutā Doraibā Kagayaki no Takuto) 2010-ben bemutatott japán televíziós animesorozat, melyet a Bones készített. A sorozatot Igarasi Takuja rendezte, Ito Josijuki, illetve Mizuja Hiroka és Misza szereplőtervezésével.
Az anime első epizódját 2010. október 3-án adták le az MBS és TBS vasárnapi főműsoridejében, a Szengoku Basara II-t váltva. Az Aniplex of America 2010. október 9-én a New York Comic Con/New York Anime Festival rendezvényen mutatta be az első epizódot. Észak-Amerikában eredetileg a Bandai Entertainment licencelte a sorozatot, de 2011 februárjában a vállalat felhagyott a DVD-k és Blu-ray lemezek árusításával, így az animék licencelését is beszüntette. A sorozat jogait ezután az Aniplex of America szerezte meg, majd 2011. augusztus 17-től kezdve a Hulu, a Crackle és a Crunchyroll szolgáltatásokon keresztül kezdte azt angol felirattal közvetíteni. A Shochiku 2013. február 9-én megjelentette a sorozat animációs film-adaptációját.

## Cselekmény
A Star Driver a kitalált Southern Cross-szigeten játszódik. Egyik éjjel egy Takuto nevű fiút mos partra a víz, aki megpróbált átúszni a szigetre, mivel lekéste a kompot. Később beiratkozik a Southern Cross Középiskolába, ahol új barátokra tesz szert. Az iskola alatt azonban titokzatos óriásrobotok, kitestek (Cybodies) vannak, amiket a „nulla idő” (Zero Time) néven ismert alternatív univerzumban irányításuk alá vonhatnak az emberek. Takuto, a „galaktikus szépfiú” (銀河美少年; Hepburn: Ginga Bishōnen) azon kapja magát, hogy a „Ragyogó keresztekkel” (綺羅星十字団; Hepburn: Kiraboshi Jūjidan), egy titokzatos csoporttal kell szembeszállnia, ami a saját céljaikra birtokba akarja venni a sziget kitesteit, illetve meg akarják törni a sziget négy szentélyszolgálójának pecsétjét, amik megakadályozzák az órásrobotok működését a nulla időn kívül.

## Média

### Zene
Nyitófőcím dalok
- Aqua Timez — Gravity Zero (1–13)
- 9nine — Shining Star (14–24)

Zárófőcím dalok
- 9nine — Cross Over (1–13)
- Scandal — Pride (14–25)

Betétdalok
- Szakana-csan (Tomacu Haruka) — Monochrome (モノクローム; Hepburn: Monokurōmu?)
- Agemaki Vako (Hajami Szaori) — Komorebi no Contact (木漏れ日のコンタクト; Hepburn: Komorebi no Kontakuto?)
- Jó Mizuno (Hidaka Rina) — Innocent Blue (イノセント・ブルー; Hepburn: Inosento Burū?)
- Keito Nicsi (Kosimizu Ami) — Súsoku no Aria (秋色のアリア?)

## Gyártás
- Rendező: Igarasi Takuja
- Forgatókönyv: Enokido Jodzsi
- Zene: Kószaki Szatoru
- Eredeti szereplőtervezés: Hiroka Miuzuja és Misza
- Szereplőtervezés: Ito Josijuki
- Mechatervezés: Kojama Sigeto
- Vezető animációsrendező: Ito Josijuki
- Koncepcionális terv: Aramaki Sindzsi
- Animáció: Bones
- Gyártás: Star Driver Production Committee